# Emil Kristensson
Emil Kristensson, född 13 september 1879 i Rya socken, Kristianstads län, död 25 februari 1931 i Johannebergs församling, Göteborg, var en svensk folkskollärare och riksdagspolitiker (socialdemokrat). 

## Biografi
Emil Kristensson var son till folkskolläraren Nils Kristensson och Petronella Nilsson, och var mellan 1909 och 1916 gift med Walborg Jungner och från 1918 med Linnéa Jern.
Kristensson avlade folkskollärarexamen 1901 i Lund och tog anställning vid Göteborgs folkskola samma år. Han var ledamot av riksdagens andra kammare 1909–1928 och tillhörde första kammaren från 1929. Han var ledamot av Bankoutskottet 1912–1922, 1920–1922 som dess ordförande och ledamot av Bankofullmäktige (Riksbanksfullmäktige) 1922–1923.
Kristensson var ledamot av Göteborgs stadsbibliotek, Riksdagens bibliotek och ordförande i styrelsen för Ny Tid, där han även arbetade som journalist från 1908, 1917–1927 som politisk medarbetare.
Han är begravd på Östra kyrkogården i Göteborg.